# Macroetra damara
Macroetra damara là một loài ruồi trong họ Asilidae. Macroetra damara được Londt miêu tả năm 1994. Loài này phân bố ở vùng nhiệt đới châu Phi.